# منابع تجدیدپذیر

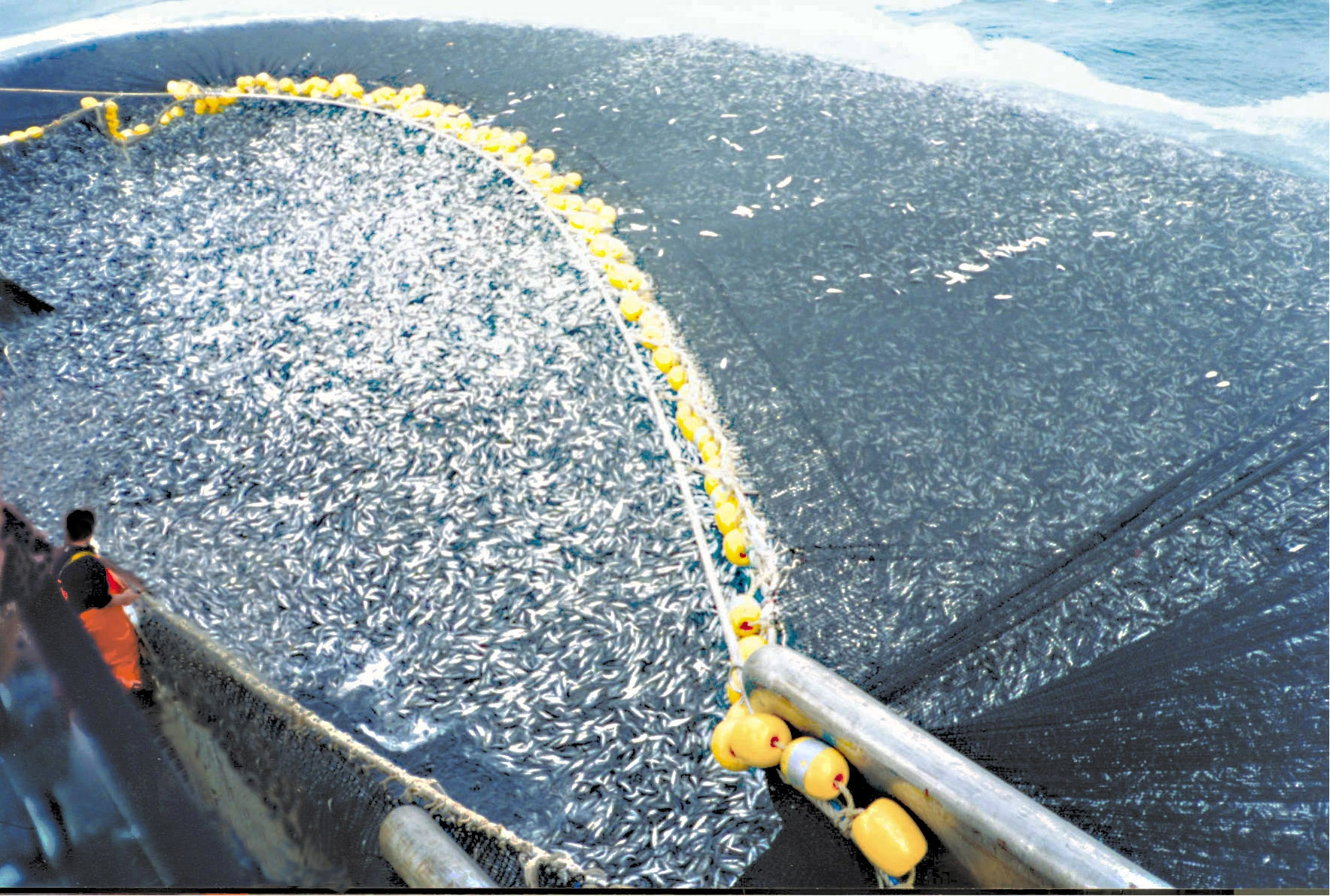
معمولاً اقیانوس به عنوان یک منبع تجدیدپذیر عمل می‌کند.

منابع تجدیدپذیر (به انگلیسی: Renewable resource) منابعی طبیعی هستند که در صورت استفاده انسان دوباره پرشده و جایگزین می‌شوند. این فرایند جایگزینی به صورت طبیعی و در مقیاس زمانی کمی برای انسان رخ می‌دهد.
تولیدات کشاورزی نیز در بعضی تعاریف، مانند تعریف آمده در کشاورزی پایدار و همچنین منابع آب نیز تا حدودی، جزو منابع تجدیدپذیر شناخته می‌شوند.

## هوا، غذا و آب

### منابع آب

زمان سفر نسبی آبهای زیرزمینی در سطح زیرین. مسیرهای جریان آب زیرزمینی از نظر طول، عمق و زمان حرکت از نقاط شارژ تا نقاط تخلیه در سیستم آب زیرزمینی بسیار متفاوت است.

در صورت کنترل دقیق میزان استفاده، درجه حرارت، تصفیه و رهاسازی آب می‌توان آن را یک منبع تجدیدپذیر در نظر گرفت. در غیر این صورت، به یک منبع تجدید ناپذیر در آن مکان تبدیل می‌شود. به عنوان مثال، از آنجا که آب‌های زیرزمینی معمولاً با سرعت بسیار بیشتری از شارژ طبیعی آن از سفره آب زیرزمینی برداشت می‌شود، آن را یک منبع تجدیدناپذیر در نظر می‌گیرند. حذف آب از منافذ سفره‌های زیرزمینی ممکن است باعث فرونشست دائمی آن و تجدید نشدن آن گردد. ۹۷٫۵٪ آب کره زمین آب شور و ۳٪ آن آب شیرین است که تقریباً کمی بیش از دو سوم این آب شیرین در یخچال‌های طبیعی و یخ‌های قطبی منجمد شده است. آب شیرین منجمد باقی مانده عمدتاً به عنوان آب زیرزمینی یافت می‌شود، فقط بخش کوچکی (۰٫۰۰۸٪) در بالای سطح زمین یا هوا وجود دارد.

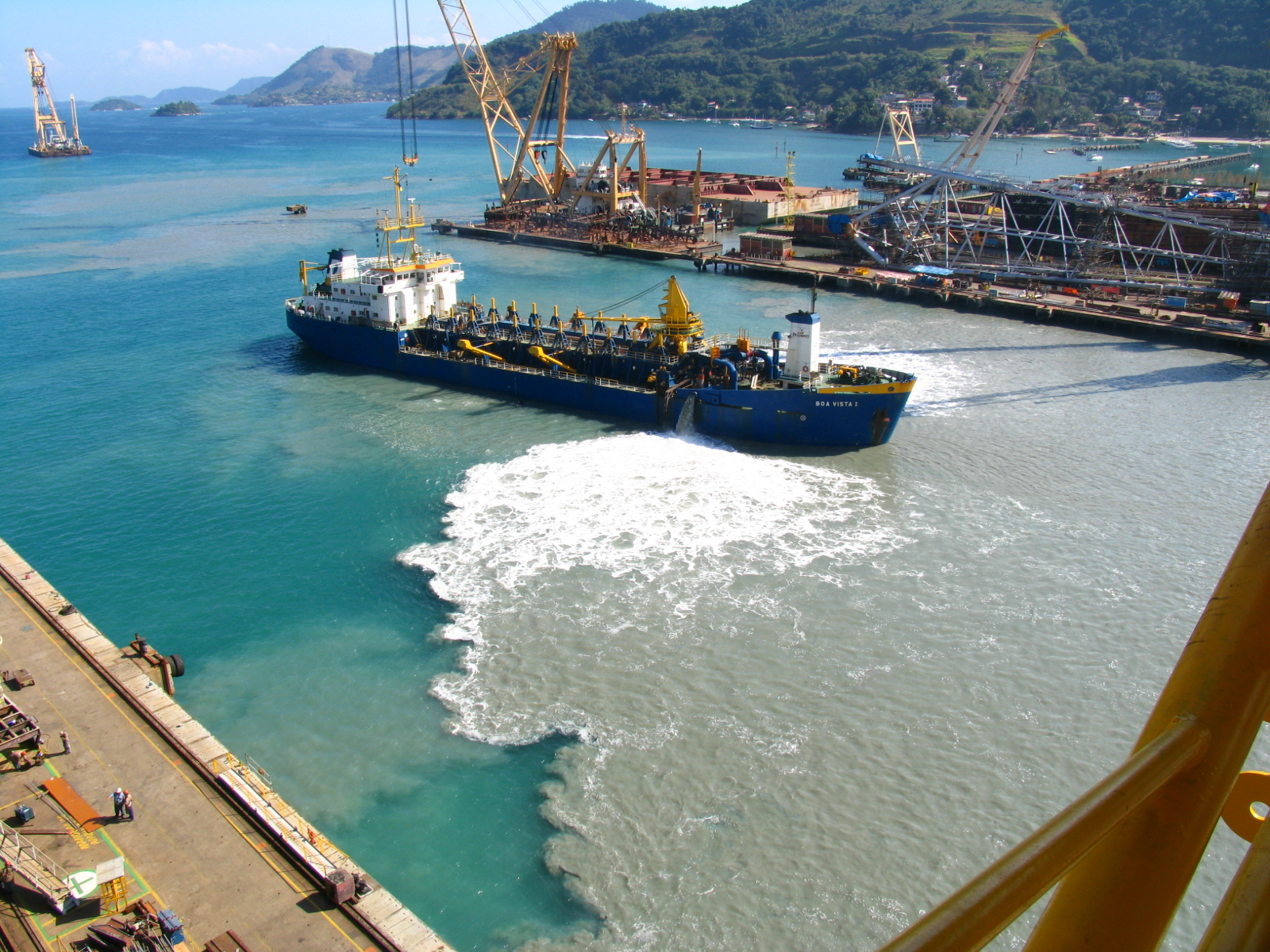
منبع آلودگی نقطه ای در یک کارخانه کشتی سازی در ریودوژانیرو، برزیل.

آلودگی آب یکی از نگرانی‌های اصلی در مورد منابع آب است. تخمین زده می‌شود که ۲۲٪ از آب در سراسر جهان در صنعت استفاده می‌شود. عمده مصرف‌کنندگان صنعتی شامل سدهای برق آبی، نیروگاه‌های حرارتی (که از آب برای خنک سازی استفاده می‌کنند)، پالایشگاه‌های سنگ معدن و نفت (که در فرایندهای شیمیایی از آب استفاده می‌کنند) و کارخانه‌های تولیدی (که از آب به عنوان حلال استفاده می‌کنند) می‌شوند. همچنین از آب‌ها به عنوان محلی برای دفع زباله استفاده می‌شود.
نمک زدایی آب دریا به عنوان یک منبع تجدیدپذیر آب در نظر گرفته می‌شود، هرچند کاهش قابلیت وابستگی آن به انرژی سوخت فسیلی برای تجدیدپذیری کامل آن لازم است.

### غذاهای غیرکشاورزی
غذا هر ماده ای است که برای تأمین نیازهای غذایی بدن مصرف می‌شود. منشأ اکثر مواد غذایی از منابع تجدیدپذیر است. غذا مستقیماً از گیاهان و حیوانات به‌دست می‌آید.
شکار ممکن است اولین منبع گوشت در دنیای مدرن نباشد، اما هنوز هم منبع مهم و اساسی بسیاری از گروه‌های روستایی و دورافتاده است. همچنین تنها منبع تغذیه گوشتخواران وحشی است.

### کشاورزی پایدار
عبارت «کشاورزی پایدار» توسط دانشمند کشاورزی استرالیایی، گوردون مک کلیمونت ابداع شد. کشاورزی پایدار به عنوان «یک سیستم یکپارچه از روش‌های تولید گیاهان و حیوانات با یک برنامه مشخص برای زمین که در دراز مدت ادامه خواهد داشت» تعریف شده است. گسترش زمین‌های کشاورزی تنوع زیستی را کاهش می‌دهد و باعث افزایش جنگل زدایی می‌شود. سازمان غذا و کشاورزی ملل متحد تخمین می‌زند که در دهه‌های آینده، کاربری زمین‌های زراعی به زمین‌های صنعتی و شهری تبدیل خواهد شد، و احیای باتلاق‌ها، و تبدیل جنگل‌ها به کشتزار، باعث از دست رفتن تنوع زیستی و افزایش فرسایش خاک خواهد شد.

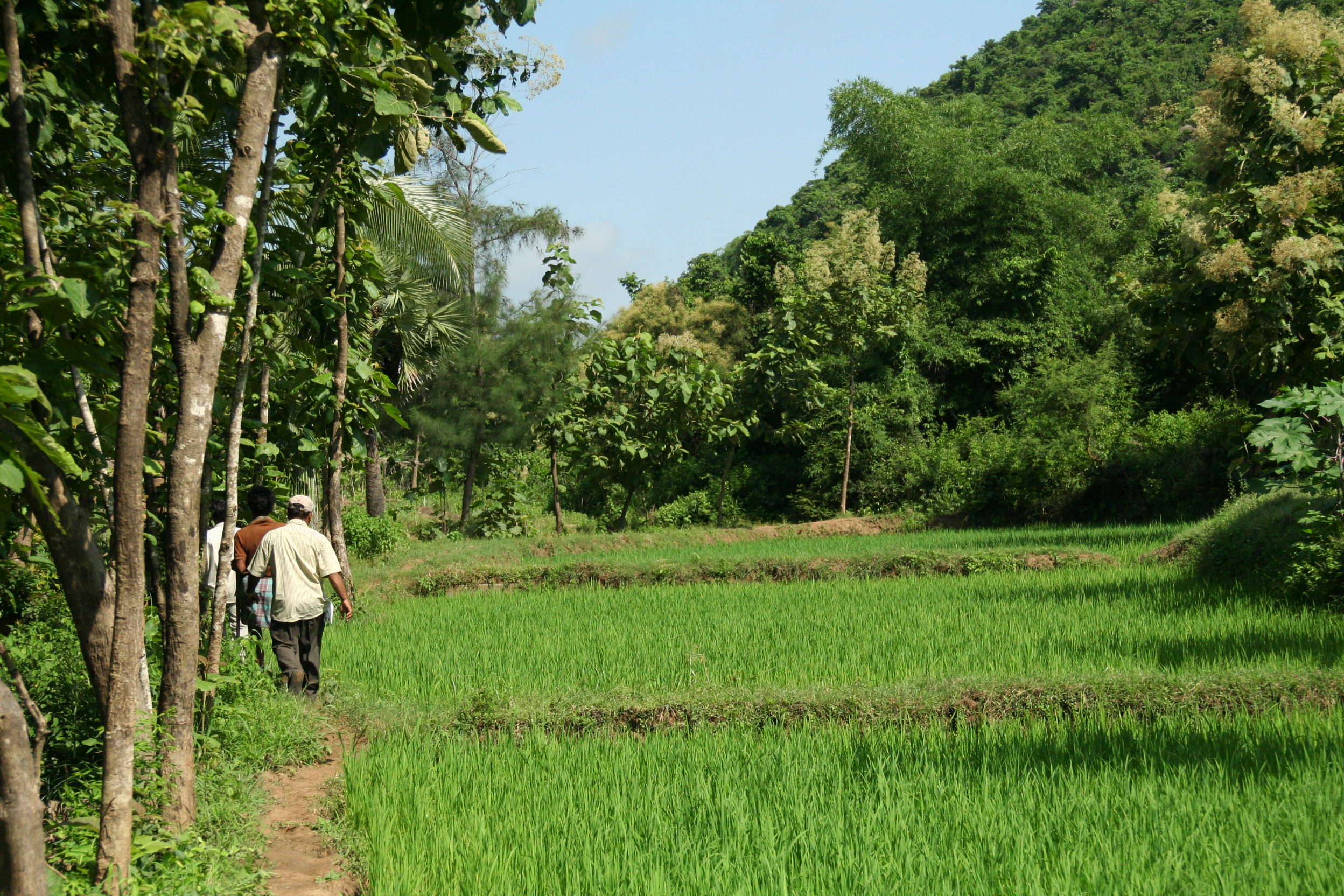
کشت چندمحصولی در آندرا پرادش.

اگرچه هوا و نور خورشید در همه جای کره زمین موجود است، اما محصولات کشاورزی به عناصر غذایی خاک و میزان آب نیز وابستگی دارند. کشت تک محصولی (monoculture) روشی است که در آن در یک زمین مشخص فقط یک نوع محصول کشاورزی کشت می‌شود، که می‌تواند به زمین آسیب برساند و باعث شود زمین یا غیرقابل استفاده شود یا از کاهش محصول رنج ببرد. کشت تک محصولی همچنین می‌تواند باعث تجمع عوامل بیماری‌زا و آفاتی شود که یک گونه خاص را هدف قرار می‌دهند. قحطی بزرگ ایرلند (۱۸۴۵–۱۸۴۹) نمونه ای شناخته شده از خطرات کشت تک محصولی است.
شیوه‌های کشاورزی یکی از بزرگ‌ترین عوامل مؤثر در افزایش جهانی میزان فرسایش خاک است. تخمین زده می‌شود که «هر ساله بیش از هزار میلیون تن از خاک آفریقای جنوبی فرسایش می‌یابد. کارشناسان پیش‌بینی می‌کنند که در صورت ادامه روند فرسایش، بازده محصول طی سی تا پنجاه سال به نصف کاهش یابد.» پدیده داست بول در دهه ۱۹۳۰ به دلیل خشکسالی شدید همراه با روش‌های اشتباه کشاورزی که مسائلی شامل چرخش محصول، مزارع آیش، محصولات پوششی، تراس بندی خاک و درختان باد شکن برای جلوگیری از فرسایش باد را لحاظ نکرده بود، رخ داد.
خاک ورزی زمین‌های کشاورزی با تجهیزات کشاورزی مکانیزه که امکان شخم زنی عمیق را فراهم می‌کند، یکی دیگر از عوامل مؤثر در فرسایش خاک است، چرا که مقدار خاک موجود برای حمل شدن و فرسایش آبی را به شدت افزایش می‌دهد. پدیده ای به نام پیک خاک توصیف می‌کند که چگونه تکنیک‌های کشاورزی در کارخانه‌های بزرگ بر توانایی بشریت در پرورش مواد غذایی در آینده تأثیر می‌گذارد. بدون تلاش برای بهبود روش‌های مدیریت خاک، در دسترس بودن خاک قابل کشت به‌طور فزاینده ای در آینده مشکل ساز خواهد شد.

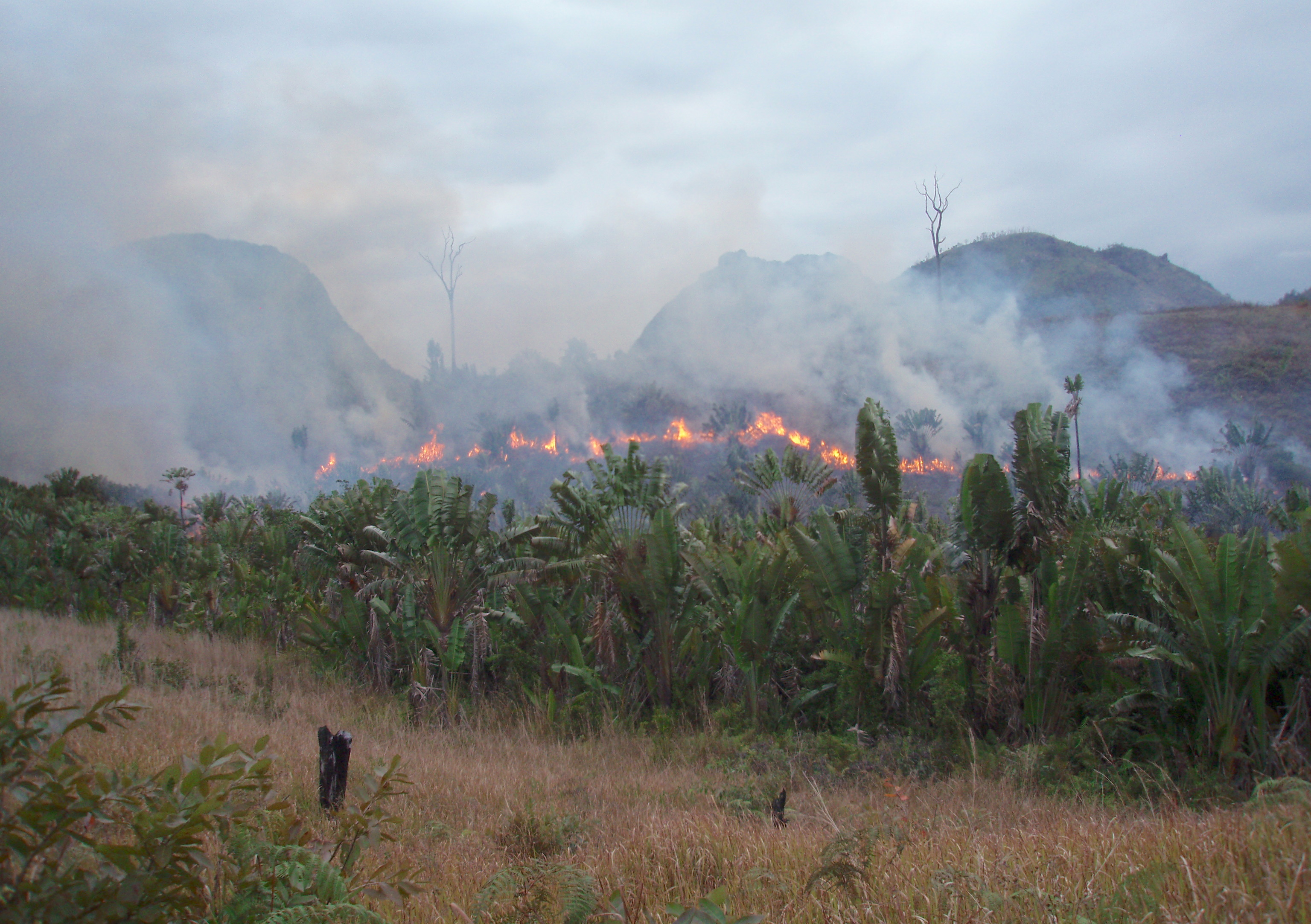
سوزاندن غیرقانونی گیاهان طبیعی در ماداگاسکار، (۲۰۱۰)

روش‌های مبارزه با فرسایش خاک شامل کشاورزی بدون شخم زدن، ایجاد بادشکن برای جلوگیری از فرسایش خاک توسط باد و استفاده گسترده از کمپوست است. کودها و آفت‌کشها نیز می‌توانند در فرسایش خاک تأثیر داشته باشند که می‌تواند به شوری خاک کمک کرده و از رشد گونه‌های دیگر جلوگیری کند. فسفات یک جز اصلی در کودهای شیمیایی است که معمولاً در کشاورزی مدرن استفاده می‌شود. با این حال، دانشمندان تخمین می‌زنند که ذخایر سنگ فسفات طی ۵۰ تا ۱۰۰ سال آینده تمام خواهد شد و پیک فسفات در حدود سال ۲۰۳۰ رخ خواهد دهد.
فرآوری صنعتی و لجستیک نیز در پایداری کشاورزی تأثیر دارد. روش‌ها و مکان‌های فروش محصولات برای حمل و نقل، تجهیزات، و کارگرها به انرژی نیاز دارد. فروش مواد غذایی در مکان‌های محلی، از جمله بازار کشاورزان، هزینه‌های اضافی انرژی را کاهش می‌دهد.

### هوا
هوا یک منبع تجدیدپذیر است. همه موجودات زنده برای بقا به اکسیژن، نیتروژن (مستقیم یا غیرمستقیم)، کربن (مستقیم یا غیرمستقیم)، و بسیاری از گازهای دیگر در مقادیر کم نیاز دارند.

## منابع غیرغذایی

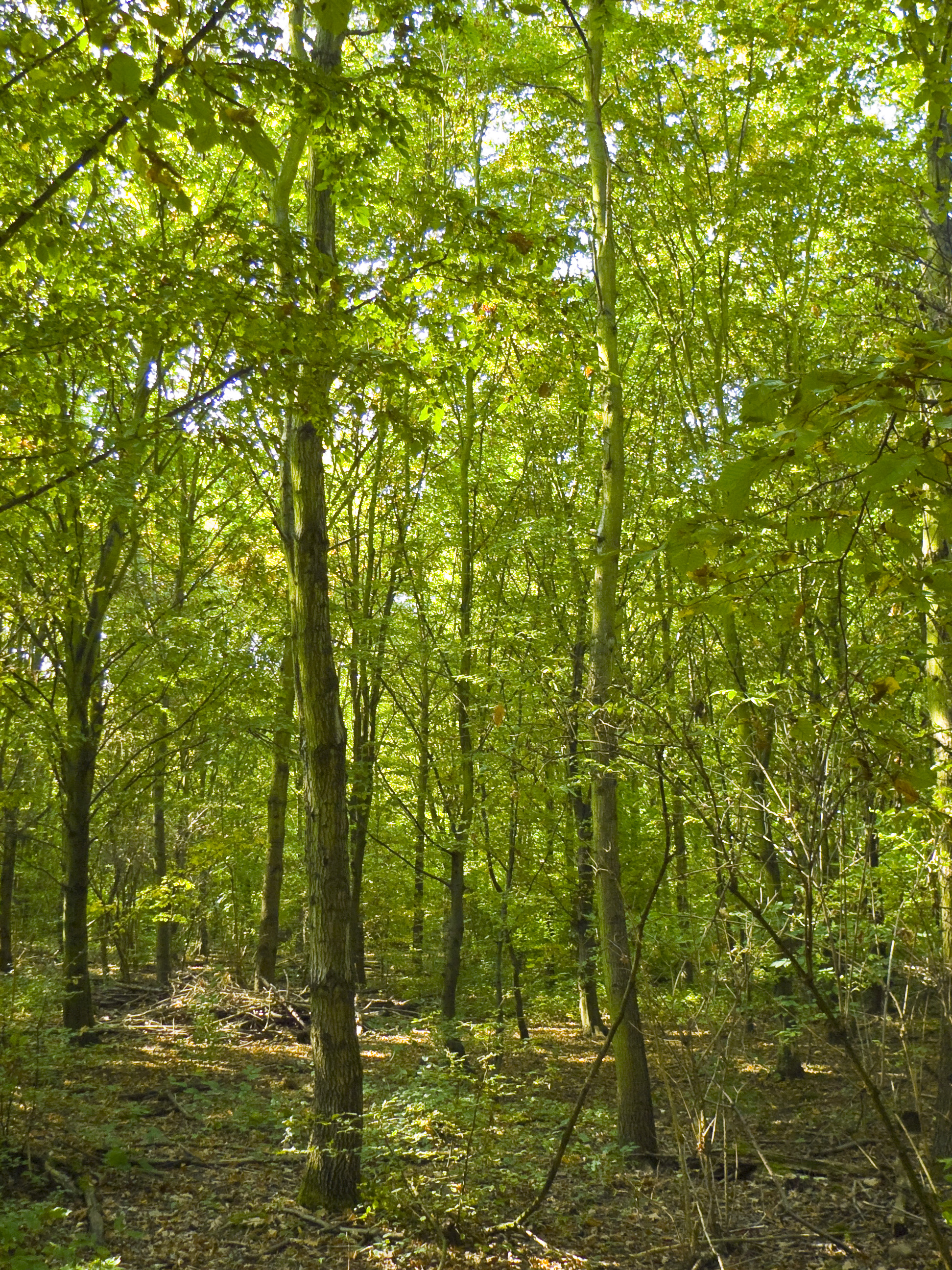
جنگل‌ها و مزارع یکی از مهم‌ترین منابع تأمین مواد خام قابل بازیافت هستند

یک منبع تجدید پذیر مهم چوب است که از طریق جنگل داری تهیه می‌شود و از دوران باستان برای ساخت و ساز، مسکن و هیزم مورد استفاده قرار می‌گرفته است. گیاهان منابع اصلی را برای منابع تجدیدپذیر فراهم می‌کنند، دو دسته اصلی محصولات انرژی زا و محصولات غیر غذایی هستند. انواع زیادی از روانکارها، روغن‌های گیاهی با کاربرد صنعتی، منسوجات و الیاف ساخته شده برای مثال از پنبه یا از مغز نارگیل، کاغذ ساخته شده از چوب، و بیوپلاستیکها بر پایه گیاهان و روییدنی‌های تجدیدپذیر هستند. انواع زیادی از محصولات شیمیایی مانند لاتکس، اتانول، رزین، شکر و نشاسته را می‌توان از منابع تجدیدپذیر گیاهی تهیه کرد. تجدیدپذیرهای حیوانی شامل پوست، چرم، چربی‌ها و روانکارهای تخصصی و محصولات مشتق شده دیگر از این قبیل هستند، به عنوان مثال چسب‌های حیوانی، یا آمبرا و بالین که در گذشته از نهنگ تهیه می‌شد.
گیاهان منابع مهمی برای ساخت مواد اولیه داروها در صنایع داروسازی هستند، همچنین به عنوان مثال سم مارها، قورباغه‌ها و حشرات نیز منبع قابل تجدید ارزشمندی برای مواد دارویی بوده است. قبل از شروع تولید GMO، انسولین و هورمون‌های مهم بر اساس منابع حیوانی بود. پَر، یک محصول جانبی مهم پرورش طیور برای مواد غذایی، هنوز هم به عنوان پرکننده و به عنوان پایه کراتین استفاده می‌شود. همین مورد برای کیتین تولید شده در سخت پوستان کشاورزی که ممکن است به عنوان پایه کیتوزان استفاده شود نیز صدق می‌کند. مهم‌ترین قسمت بدن انسان که برای اهداف غیر پزشکی مورد استفاده قرار می‌گیرد موهای انسان و همچنین ترکیب موهای مصنوعی است که در سراسر جهان تجارت می‌شود.

### نقش تاریخی
از لحاظ تاریخی، منابع تجدیدپذیر مانند هیزم، لاتکس، گوانو، زغال چوب، خاکستر چوب، و رنگ‌های گیاهی مانند نیلی و محصولات گرفته شده از نهنگ برای نیازهای انسان بسیار مهم بوده‌اند اما از اوایل دوره صنعتی قادر به پاسخگویی تقاضا نیستند. اوایل دوران مدرن با مشکلات بزرگی در مورد استفاده بیش از حد از منابع تجدیدپذیر مانند جنگل زدایی، چرای بی‌رویه یا ماهیگیری بی‌رویه مواجه بود.
در اوایل دوران مدرن و قرن نوزدهم، منابع قبلی با سنتز شیمیایی منابع فسیلی و معدنی جایگزین شدند. علاوه بر ترس در مورد کمبود جهانی سوخت‌های فسیلی در آینده، کمبودهای محلی به دلیل تحریم، جنگ و محاصره یا فقط مشکلات حمل و نقل در مناطق دور افتاده به روش‌های مختلفی برای جایگزینی منابع فسیلی با منابع مبتنی بر منابع تجدیدپذیر کمک کرده است.

### استفاده از منابع تجدیدپذیر برای خودکفایی

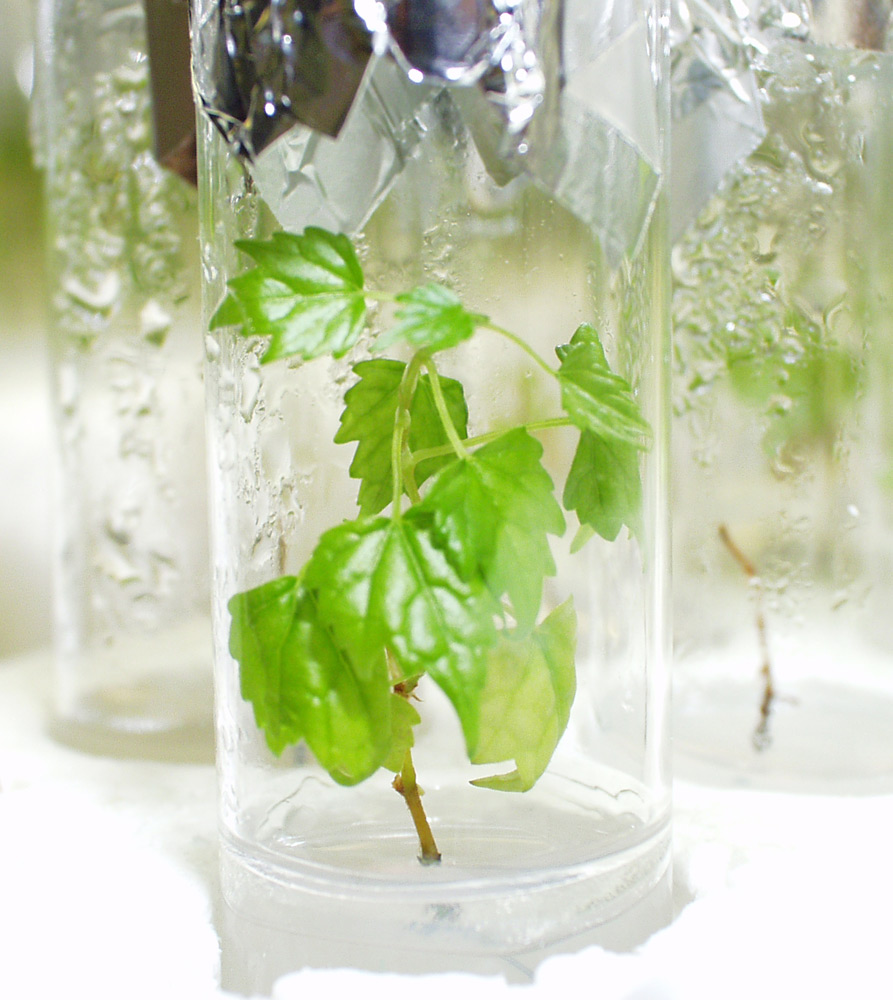
کشت Vitis در شرایط آزمایشگاهی (انگور)، مؤسسه اصلاح انگور Geisenheim

موفقیت صنایع شیمیایی آلمان تا جنگ جهانی اول بر اساس جایگزینی محصولات استعماری بود. شرکت‌های قبل از IG Farben در آغاز قرن بیستم بر بازار جهانی رنگ‌های مصنوعی تسلط داشتند، و نقش مهمی در داروهای مصنوعی، فیلم‌های عکاسی، مواد شیمیایی کشاورزی و مواد الکتروشیمیایی داشت.
با این وجود موسسات تحقیقاتی سابق اصلاح نباتات روش دیگری را در پیش گرفتند. پس از شکست امپراتوری استعماری آلمان، افراد مهمی در این زمینه مانند اروین باوئر و کنراد مایر به استفاده از محصولات کشاورزی محلی به عنوان پایه خودبسندگی اقتصادی روی آوردند. مایر به عنوان یک دانشمند مهم کشاورزی و طراح فضا در دوران نازی مدیریت و هدایت منابع بنیاد پژوهش آلمان را برعهده داشت و حدود یک سوم کمک هزینه‌های تحقیقاتی کامل در آلمان نازی را بر روی تحقیقات کشاورزی و ژنتیک و به ویژه منابع مورد نیاز در در جنگ، در صورت تلاش برای شروع یک جنگ جدید متمرکز کرد. مجموعه گسترده‌ای از موسسات تحقیقاتی ارضی هنوز هم وجود دارد و از اهمیت زیادی در این زمینه برخوردار است.
در این مسیر چندین شکست عمده اتفاق افتاد، برای مثال کشت گونه‌های از زیتون مقاوم در برابر یخبندان، اما در مورد برخی موارد مانند کنف، کتان، و کلزا موفقیت‌آمیز بود، که امروزه همچنان دارای اهمیت فراوان هستند. در طول جنگ جهانی دوم، دانشمندان آلمانی سعی کردند از گونه‌های روسی Taraxacum (قاصدک) برای تولید لاستیک طبیعی استفاده کنند. قاصدک‌های لاستیکی همچنان مورد توجه هستند، زیرا دانشمندان مؤسسه Fraunhofer برای زیست‌شناسی مولکولی و بوم‌شناسی کاربردی (IME) اعلام کردند که در سال ۲۰۱۳ رقمی مناسب برای تولید تجاری لاستیک طبیعی تولید کرده است.

## نمونه‌هایی از کاربردهای صنعتی

### مواد شیمیایی زیست تجدیدپذیر
مواد شیمیایی زیست تجدیدپذیر، مواد شیمیایی هستند که توسط ارگانیسم‌های بیولوژیکی ایجاد می‌شوند و مواد خام تولید مواد شیمیایی را فراهم می‌کنند. مواد شیمیایی زیست تجدیدپذیر که با انرژی خورشید تولید می‌شوند، می‌توانند جایگزینی برای مواد خام کربنی پایه نفتی باشند که امروزه صنایع شیمیایی را تغذیه می‌کنند. تنوع عظیم آنزیم‌ها در ارگانیسم‌های بیولوژیکی و پتانسیل زیست‌شناسی مصنوعی برای تغییر این آنزیم‌ها برای ایجاد ویژگی‌های شیمیایی جدید، می‌تواند صنعت شیمیایی را پیش ببرد. یک بستر اصلی برای ایجاد مواد شیمیایی جدید مسیر بیوسنتز پلی کتاید است که مواد شیمیایی حاوی واحدهای مکرر زنجیره ای آلکیل با پتانسیلی برای طیف گسترده‌ای از گروه‌های عملکردی در اتم‌های مختلف کربن تولید می‌کند.

### بیوپلاستیک‌ها

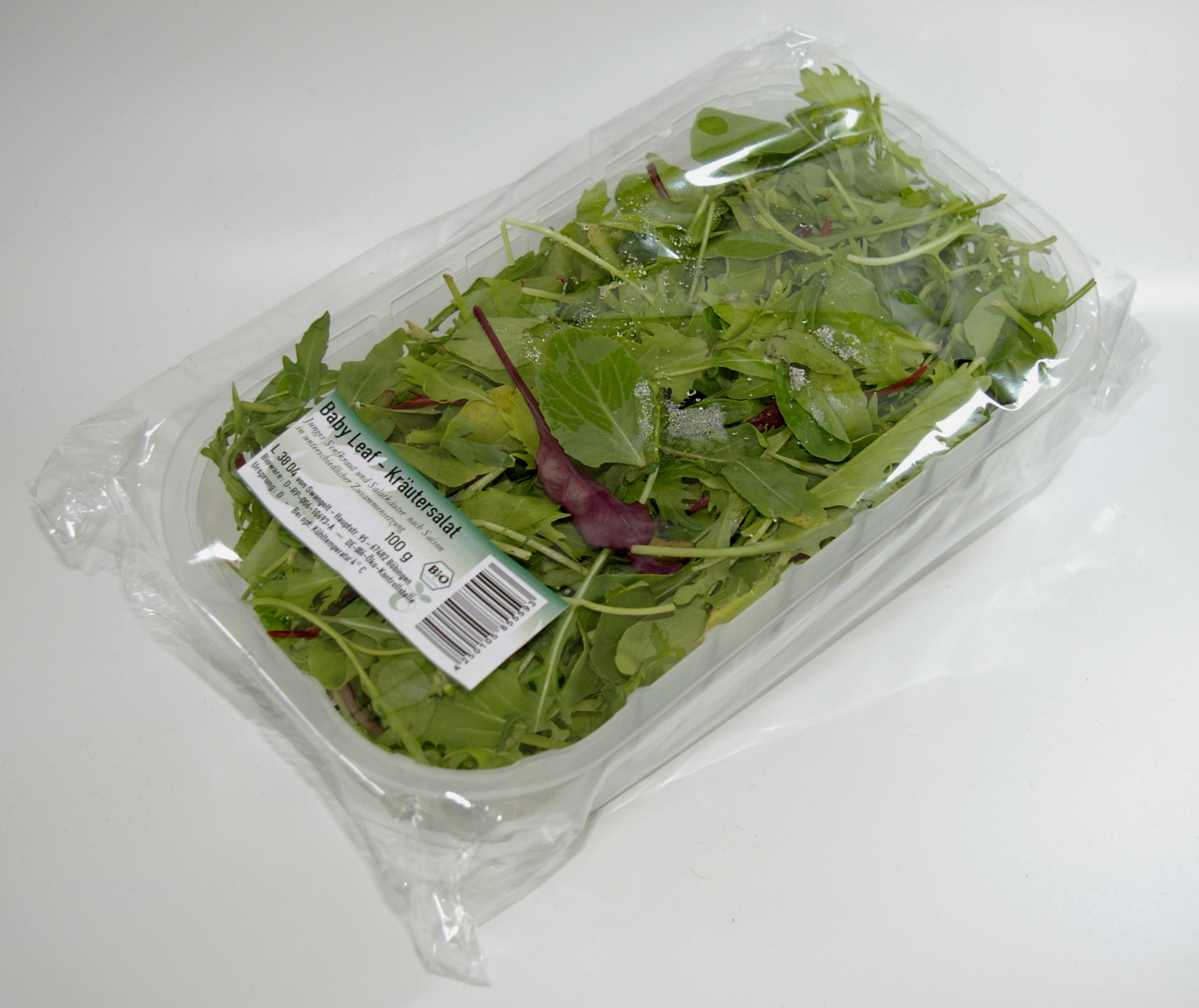
یک ظرف بسته‌بندی که از سلولز اسِتات ساخته شده است. این ماده نمونه ای از یک بیوپلاستیک است.

بیوپلاستیک‌ها یا پلاستیک‌های زیستی نوعی پلاستیک هستند که از منابع تجدیدپذیر زیست توده مانند چربی‌ها و روغن‌های گیاهی، لیگنین، نشاسته ذرت، نشاسته نخود یا میکروبیوتا به دست می‌آید. رایج‌ترین شکل بیوپلاستیک نشاسته گرمانرم است. اشکال دیگر شامل بیوپلاستیک سلولزی، بیوپلی استر، اسید پلی لاکتیک و پلی اتیلن زیستی است.
تولید و استفاده از پلاستیک‌های زیستی در مقایسه با تولید پلاستیک از نفت (پتروپلاستیک) به عنوان یک فعالیت پایدارتر تلقی می‌شود. با این حال، تولید مواد بیوپلاستیک اغلب به نفت به عنوان منبع انرژی و مواد متکی است. به دلیل تکه‌تکه شدن در بازار و تعاریف مبهم، توصیف اندازه کل بازار برای پلاستیک‌های زیستی دشوار است، اما ظرفیت تولید جهانی ۳۲۷۰۰۰ تن تخمین زده شده است. در مقابل، مصرف جهانی تمام بسته‌بندی‌های انعطاف‌پذیر حدود ۱۲٫۳ میلیون تن تخمین زده شده است.

### قیر زیستی
قیر زیستی (Bioasphalt) یک جایگزین قیر است که از منابع تجدیدپذیر غیرنفتی ساخته می‌شود. منابع تولید قیر زیستی شامل شکر، ملاس و برنج، نشاسته ذرت و سیب زمینی و مواد زائد مبتنی بر روغن نباتی است. قیر ساخته شده با بایندر پایه روغن نباتی توسط Colas SA در فرانسه در سال ۲۰۰۴ ثبت اختراع شد.

### انرژی تجدیدپذیر
انرژی تجدیدپذیر به تأمین انرژی از منابع تجدیدپذیر گفته می‌شود که پس از مصرف با سرعت کافی جایگزین می‌شوند و شامل برای مثال: نور خورشید، باد، زیست توده، باران، جزر و مد، امواج و گرمای زمین گرمایی است. انرژی‌های تجدیدپذیر ممکن است منابع مختلف انرژی متمایز را جایگزین یا تقویت کنند: تولید برق، گرمایش آب یا گرمایش محیط، سوخت موتور و خدمات انرژی روستایی (خارج از شبکه). در ساخت دستگاه‌های انرژی تجدیدپذیر از منابع تجدیدناپذیر مانند فلزات استخراج شده و سطح زمین استفاده می‌شود.

### زیست توده

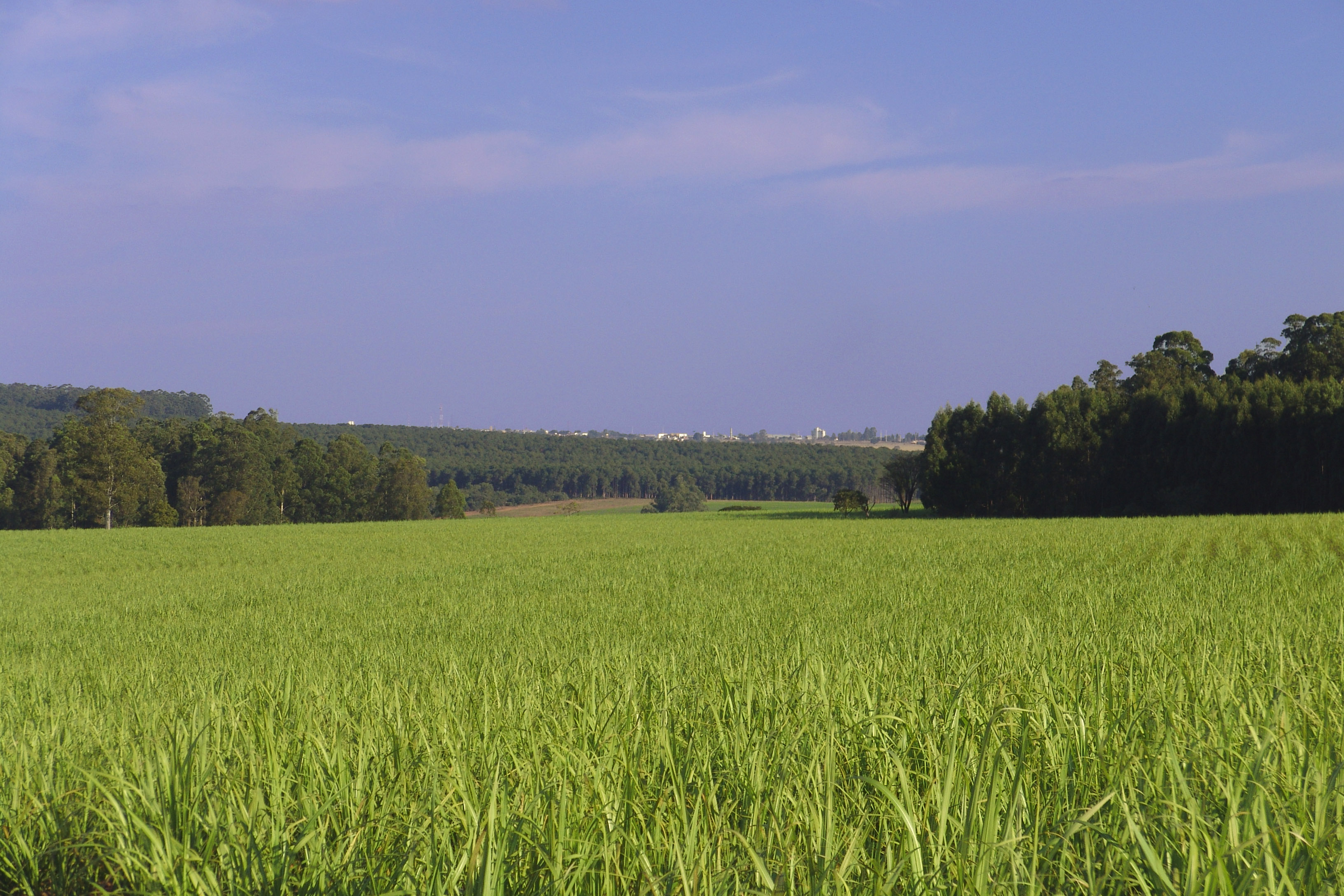
یک مزرعه نیشکر در برزیل. از ساقه نیشکر برای تولید انرژی زیست توده استفاده می‌شود.

منظور از زیست توده، مواد بیولوژیکی موجودات زنده یا اخیراً زنده است، که اغلب گیاهان یا مواد گیاهی است. برداشت پایدار و استفاده از منابع تجدید پذیر (یعنی حفظ یک نرخ جایگزینی مثبت) می‌تواند آلودگی هوا، آلودگی خاک، تخریب زیستگاه و تخریب زمین را کاهش دهد. انرژی زیست توده از شش منبع انرژی متمایز حاصل می‌شود: پسماند، چوب، گیاهان، زباله‌ها، گازهای دفن زباله و سوخت‌های الکلی. به صورت تاریخی، انسان از زمان کشف ساخت آتش از طریق سوزاندن چوب از انرژی آن استفاده کرده است و چوب امروزه همچنان بزرگ‌ترین منبع انرژی زیست توده باقی مانده است.
با این حال، استفاده از سنتی و غیرفنی از زیست توده، که هنوز هم بیش از ۱۰٪ از انرژی مورد نیاز جهان را تشکیل می‌دهد، ممکن است باعث آلودگی هوای داخلی در کشورهای در حال توسعه شود و همین امر منجر به مرگ بین ۱٫۵ تا ۲ میلیون نفر در سال ۲۰۰۰ گردیده است.
زیست توده مورد استفاده برای تولید برق در مناطق مختلف متفاوت است. در ایالات متحده استفاده از محصولات جانبی جنگلی مانند بقایای چوب رایج است. استفاده از زباله‌های کشاورزی در موریس (بقایای نیشکر) و جنوب شرقی آسیا (پوسته برنج) رایج است. در انگلیس استفاده از پسماندهای دامداری، مانند فضله مرغ، رایج است. صنعت تولید انرژی زیست توده در ایالات متحده، که تقریباً از ۱۱۰۰۰ مگاوات ظرفیت عملیاتی برخوردار است در تابستان به‌طور فعال برق را برای شبکه تأمین می‌کند، و حدود ۱٫۴ درصد از منبع برق ایالات متحده را تولید می‌کند.

### سوخت زیستی

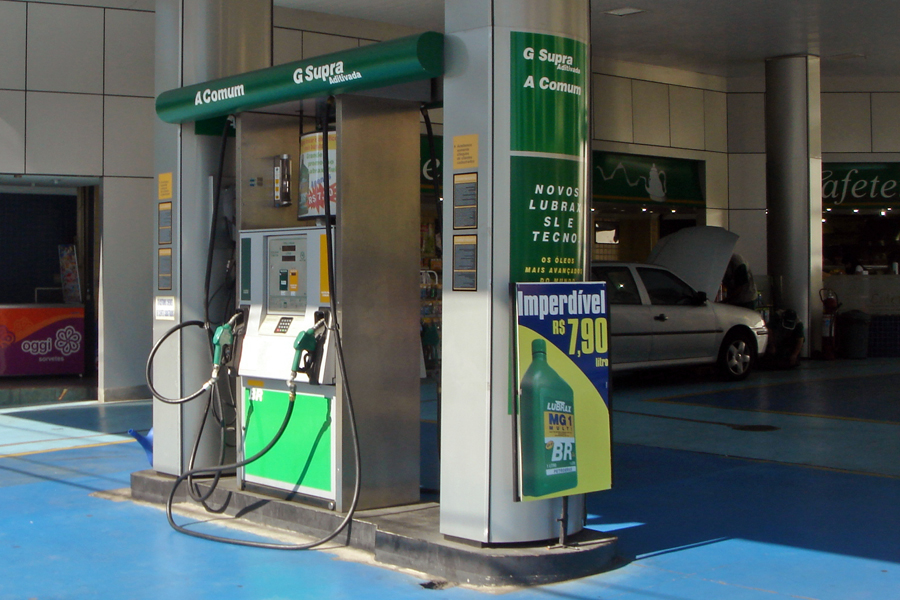
برزیل دارای اتانول زیستی ساخته شده از نیشکر موجود در سراسر کشور است. تصویر یک پمپ بنزین پتروبراس معمولی در سائو پائولو با سرویس سوخت دوگانه نشان را نشان می‌دهد، A برای مشخص کردن الکل (اتانول) و G برای مشخص کردن بنزین است.

سوخت زیستی نوعی سوخت است که انرژی آن از تثبیت بیولوژیکی کربن حاصل می‌شود. سوخت‌های زیستی شامل سوخت‌های حاصل از تبدیل زیست توده و همچنین، سوخت‌های مایع و بیوگازهای مختلف است. بیواتانول نوعی الکل است که از طریق تخمیر به‌دست می‌آید. برای تولید آن بیشتر از کربوهیدراتهای تولید شده در محصولات قندی یا نشاسته ای مانند ذرت، نیشکر یا گیاه چمن‌ترکه استفاده می‌شود.
بیودیزل از روغن‌های گیاهی و چربی‌های حیوانی ساخته می‌شود. بیودیزل از روغن یا چربی با استفاده از ترانس استریفیکیشن تولید می‌شود و متداول‌ترین سوخت زیستی در اروپا است. بیوگاز در اصل متانی است که توسط فرایند هضم بی‌هوازی مواد ارگانیک توسط موجودات بی هوازی و… تولید می‌شود. و همچنین یک منبع انرژی تجدیدپذیر محسوب می‌شود.

### بیوگاز
بیوگاز به‌طور معمول به مخلوط گازهایی گفته می‌شود که در اثر تجزیه مواد آلی در غیاب اکسیژن تولید می‌شوند. بیوگاز از طریق هضم بی هوازی با باکتری‌های بی هوازی یا تخمیر مواد قابل تجزیه بیولوژیکی مانند کود حیوانی، فاضلاب، زباله‌های شهری، زباله‌های سبز، مواد گیاهی و محصولات کشاورزی تولید می‌شود. بیوگاز عمدتاً از متان (CH4) و دی‌اکسید کربن (CO2) تشکیل شده است و ممکن است مقادیر کمی سولفید هیدروژن (H2S)، رطوبت و سیلوکسان داشته باشد.

### الیاف طبیعی
الیاف طبیعی دسته ای از مواد شبه مو هستند که دارای رشته‌های پیوسته یا رشته‌های کشیده گسسته، مشابه تکه‌های کاموا هستند. از آنها می‌توان به عنوان جزئی از مواد کامپوزیت استفاده کرد. همچنین می‌توان آنها را به صورت ورق‌های نمدی درآورد تا محصولی مانند کاغذ یا نمد تولید شود. الیاف بر دو نوع است: الیاف طبیعی که از الیاف حیوانی و گیاهی تشکیل شده است و الیاف ساخته شده توسط انسان که از الیاف مصنوعی و الیاف بازسازی شده تشکیل شده است.